# Euphorie

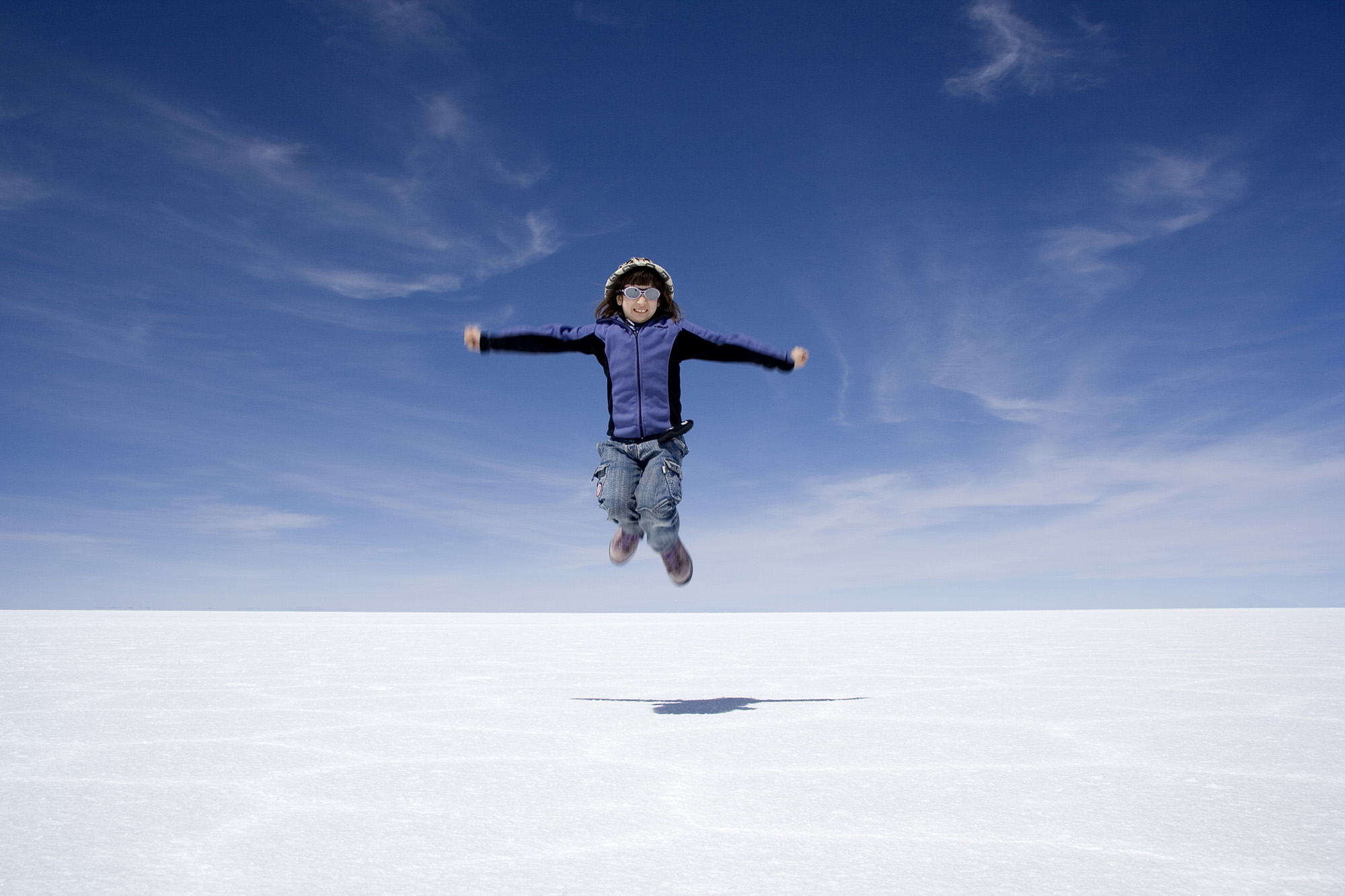
Luftsprung als Ausdruck überschwänglicher Lebensfreude

Euphorie (altgriechisch ευφορία, lateinisch euphoria, euforia) bezeichnet eine vorübergehende, subjektiv wahrgenommene überschwängliche Gemütsverfassung. Sie geht meist einher mit allgemeiner Hochstimmung (auch Hochgefühl genannt), einem Lebensgefühl größten Wohlbefindens, gesteigerter Lebensfreude, sorgloser Zuversicht und mit Optimismus.
Euphorische Gefühlszustände können in vielen Alltagssituationen auftreten (etwa bei Verliebtheit oder in überstandenen Stresssituationen) oder aber bei Drogenkonsum und als Symptom im Rahmen von Krankheiten.

## Zum Begriff
Etymologisch aus dem Altgriechischen ευφορία euphoria abstammend, zu Deutsch ‚Fruchtbarkeit‘ oder ‚Produktivität‘. Abgeleitet ist das Wort von εὔφορος euphoros, deutsch ‚gesund‘, das sich aus εὐ eu, deutsch ‚gut‘ und φέρειν phérein, deutsch ‚[er]tragen[d]‘ zusammensetzt. Das Gegensatzwort zur Euphorie ist die Dysphorie. 
Im allgemeinen Sprachgebrauch wird Euphorie häufig im Sinne von Leidenschaft oder Begeisterung benutzt. Der Begriff Euphorie beschreibt ein vorübergehendes Gefühl des gesteigerten Wohlbefindens, das jedoch im Unterschied zur hypomanischen Stimmung häufig auch als Zustand des Wohlbehagens und der oberflächlichen Heiterkeit bezeichnet wird.

## Medizin
Mediziner beschreiben auch subjektives Wohlbefinden im Rahmen von bestimmten Erkrankungen als Euphorie. Vorwiegend wird diese Form der gehobenen Stimmung bei Manien oder bei organisch bedingten Zuständen (z. B. bei der senilen Demenz, bei Stirnhirntumoren, bei progressiver Paralyse) und als Folge von Intoxikationen als Euphorie bezeichnet.

## Psychologie und Physiologie

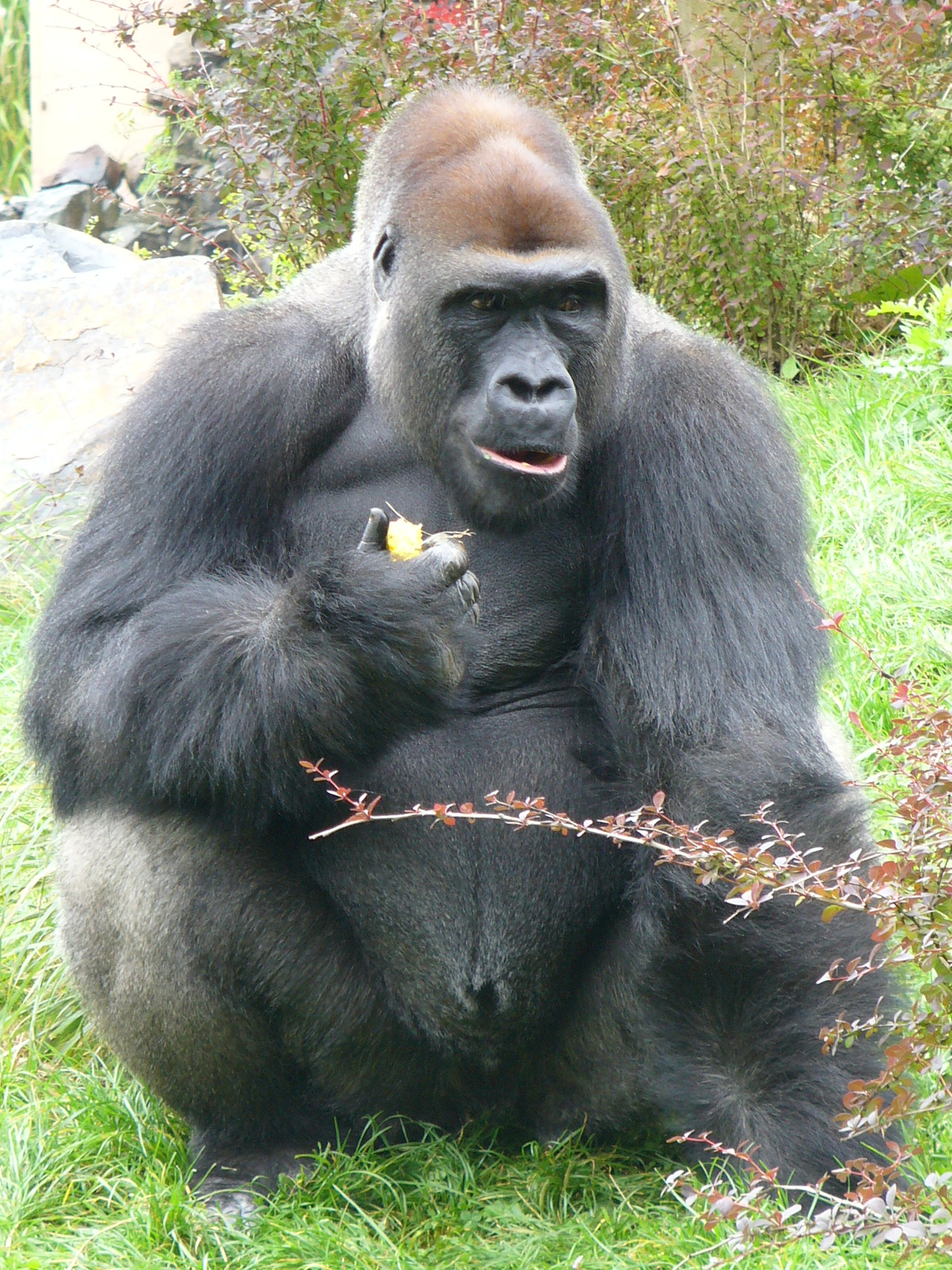
Gorilla: Glücksgefühle als zusätzlicher Anreiz unterstützen die Ernährung.

In der Psychologie ist Euphorie ein Zustand des intensiven guten Gefühls, Glück zu empfinden, objektiv als mitunter unangemessen gehobene Stimmung sowie ein gesteigerter Antrieb bewertet. Der Euphorie entspricht eine anhaltende Aktivität im Nucleus accumbens des Gehirns. Der Zustand kann auch durch einige Drogen (etwa Opiate) hervorgerufen werden. Neurochemisch wird Euphorie durch die Botenstoffe Dopamin und/oder Serotonin ausgelöst. Anstoß hierfür können auch Alkohol, Arzneimittel und andere Drogen sein.
Im Sport können extreme körperliche Leistungen nach einiger Zeit ebenfalls Euphorie hervorrufen, wie es z. B. häufig von Langstreckenläufern beschrieben wird, die körperlich völlig erschöpft sind, das sogenannte Runner’s High. Der Zustand der Euphorie stellt sich ebenfalls nach überstandenen Extremsituationen ein, die auch simuliert werden können, etwa beim Bungee-Jumping.

## Evolutionsbiologie
Aus evolutionsbiologischer Sicht haben Lebewesen nie danach gestrebt, Glücksgefühle zu erleben, sondern biologisches Überleben zu fördern. Belohnungen, wie das Gefühl der Sättigung, dienten dabei zur Unterstützung, waren jedoch kein Selbstzweck. Dies hat sich beim Menschen geändert. Hier hat sich das Glücksgefühl losgelöst von der ursprünglichen Belohnung für die Arbeit zum Nutzen von Nachkommen. 
Es werden nunmehr verschiedene Techniken angewendet, um es als isoliertes Ziel zu erreichen. Dazu gehören Unterhaltung, Statussymbole und Drogen. Durch die menschliche Fähigkeit des bewussten Erlebens hat dieser Wandel weitreichende Folgen. Der Anreiz einer guten Stimmung als Belohnung für „etwas“ kann nun ersetzt werden durch die Phantasie des Glücksgefühls für „nichts“.